# Arabi (Georgia)
Arabi es un pueblo ubicado en el condado de Crisp en el estado estadounidense de Georgia. En el censo de 2000, su población era de 456.

## Demografía
En el 2000 la renta per cápita promedia del hogar era de 24.327 $, y el ingreso promedio para una familia era de 26.750 $. El ingreso per cápita para la localidad era de 11.157 $. Los hombres tenían un ingreso per cápita de 27.321 $ contra 13.281 $ para las mujeres.

## Geografía
Arabi se encuentra ubicado en las coordenadas 31°50′1″N 83°44′6″O / 31.83361, -83.73500 (31.833473, -83.734912).
Según la Oficina del Censo, la localidad tiene un área total de 11,9 km² (4,6 mi²), de la cual 11,7 km² (4,5 mi²) es tierra y 0,2 km² (0,1 mi²) (1,6%) es agua.